# デュランダル
デュランダル（Durandal）は、フランスの叙事詩『ローランの歌』に登場する英雄・ローランが持つ聖剣。イタリア語読みでドゥリンダナ（Durindana）とも読まれ、デュランダーナとも呼ばれる。
フランス語で「強き/長久の刀剣」の意という解釈もみられるが、ケルト語解釈、アラビア語解釈等、学界には諸説ある。

## 諸作品におけるローランの剣
諸作品のなかで、幾つかの由緒（過去の持ち主）が示されている。『ローランの歌』では天使からシャルル王に渡すように授けられ、その後シャルル王からローランに授けられた剣として登場し、『狂えるオルランド』では『イーリアス』に登場するトロイアの英雄ヘクトールが使っていた剣とされる。
当時の剣の形態を考えると、ロングソード（馬上では片手、徒歩では両手で使う剣）の一種としてみなされる場合が多い。『ローランの歌』によれば、黄金の柄の中には聖ピエール（聖ペテロ）の歯、聖バジル（聖バシリウス）の血、パリ市の守護聖人である聖ドニ（聖ディオニュシウス）の毛髪、聖母マリアの衣服の一部ら聖遺物が納められている。作中では「切れ味の鋭さデュランダルに如くもの無し」とローランが誇るほどの切れ味を見せる。そしてロンスヴァルの谷で敵に襲われ瀕死の状態となったローランが、デュランダルが敵の手に渡ることを恐れて岩（もしくは大理石）に叩きつけて折ろうとするが、剣は岩を両断して折れなかったというエピソードが有名である。
『狂えるオルランド』では、セリカン（絹の国、古代中国の呼称）からグラダッソ、タタール人の王マンドリカルドなどの強敵がデュランダルを獲得しようと死闘を繰り広げた。

## 語源
「不滅の刃」の意と断ずる日本語の資料もあるらしいが、欧米の学術論文では諸説ある。
まずデュランダル Durendal の接頭部分をなす dur- は、フランス語 で「硬い」の意と解釈できるが、「持続する、長久の」の含みがあるとも考察されている。
リタ・ルジューヌの説でも、デュランダルは "durant + dail" と分解でき「強き大鎌」や「耐えきる、抵抗する、持続する大鎌か偃月刀（シミター）」の意味とされている。
ゲルハルト・ロルフスは、"dur + end'art"（「強き炎」）の意と解した。
中世の『偽テュルパン作年代記』には、「ドゥレンダは、強烈な斬撃を秘めし意に解釈されにけり」云々の一文がみえる。同書にこのような注釈がつくということは、フランス語では意味の読み解きが困難な剣名であった、すなわち外国語の剣名であったことの傍証であるという主張がある。
フランス語以外にも、例えば エドウィン・B・プレイスはケルト語族のブルトン語で"diren + dall"（「切れ味をそぐ刃」または「（そのまばゆさで）目くらます剣」）であると読み解いた。
また、ジェイムズ・A・ベラミーによるアラビア語解釈では、剣の本来の名はズルジャンダル"Ḏū l-jandal"（アラビア語: ذوالجندل「石を制す者」の意）であったという仮説をたてている。